# يعشيليات
يعشيليات (الاسم العلمي Stachyuraceae)، فصيلة نباتية من ثنائيات الفلقة مستقلات القعالات تضم جنس واحد وحوالي 11 نوع، مهدها بعض مناطق الشرق الأقصى والجزر. جميع أنواعها شجيرات وجنبات معظمها بري وبعضها زراعي تزييني.